# 菲利耶尔
菲利耶尔（法語：Fillière，法語發音：[filjɛʁ]）是法国上萨瓦省的一个市镇，位于该省中部，属于阿讷西区。

## 历史
菲利耶尔成立于2017年1月1日，由以下五个市镇合并而成：
- 阿维耶诺（Aviernoz）
- 埃维尔（Évires）
- 莱索利耶尔（Les Ollières）
- 圣马丹贝勒维（Saint-Martin-Bellevue）
- 托朗格利耶尔（Thorens-Glières）

其中托朗格利耶尔为政府驻地。

## 地理
菲利耶尔（45°59'52"N, 6°14'52"E）面积119.41 平方千米，位于法国奥弗涅-罗讷-阿尔卑斯大区上萨瓦省，该省份为法国东部省份，历史上为薩伏依的一部分，北与瑞士接壤，西接安省，南至萨瓦省，东与瑞士和意大利接壤。
与菲利耶尔接壤的市镇（或旧市镇、城区）包括：阿讷西、福龙河畔拉罗什、维伊勒佩卢、阿尔比西尼、阿尔戈奈、丹日圣克莱尔、屈瓦、维拉兹、埃托、格鲁瓦西、拉巴尔姆德蒂、沙尔沃内、阿隆济耶拉卡耶、拉沙佩勒朗博。
菲利耶尔的时区为UTC+01:00、UTC+02:00（夏令时）。

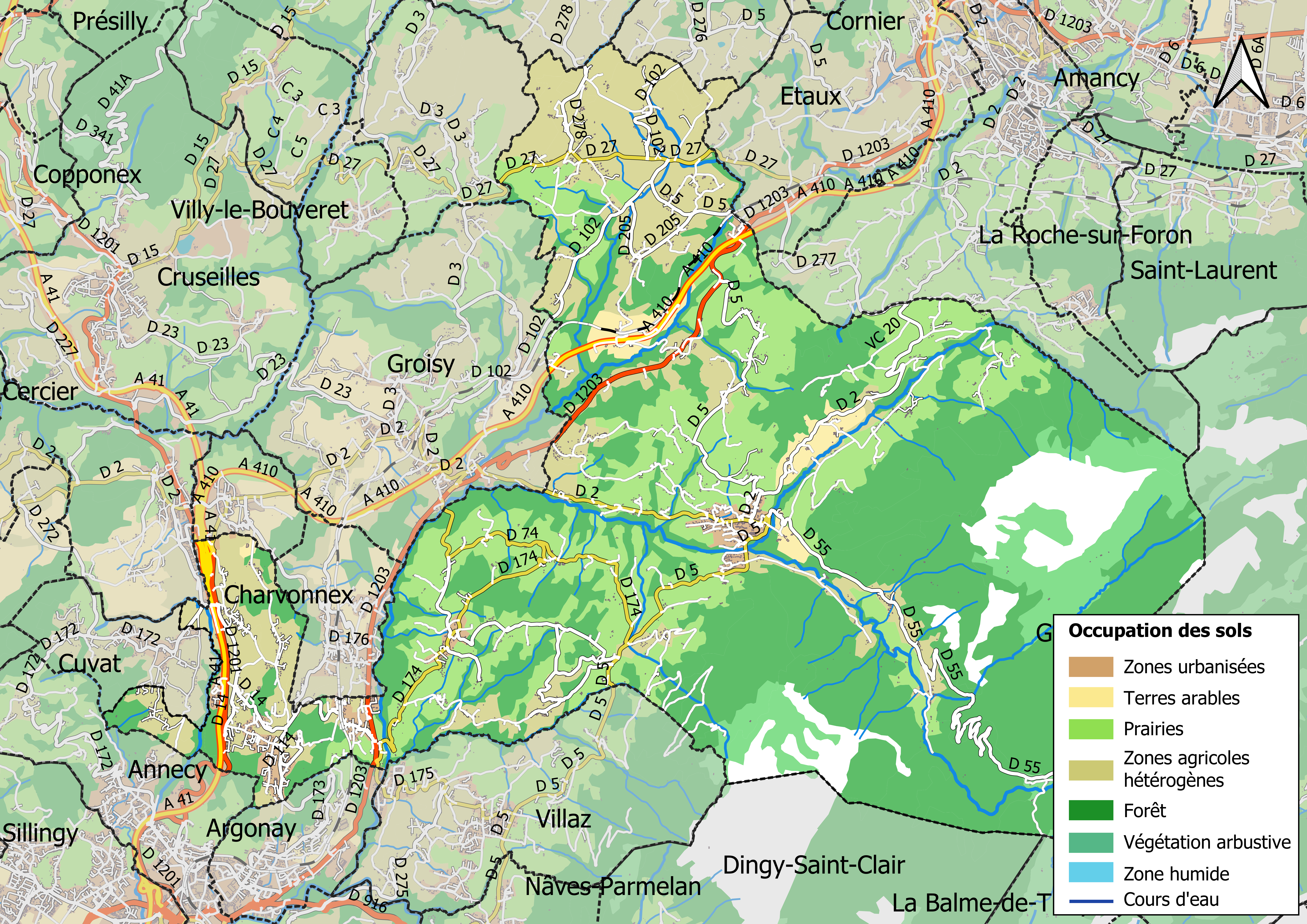
菲利耶尔的OSM定位图

## 行政
菲利耶尔的邮政编码为，INSEE市镇编码为74282。

## 政治
菲利耶尔所属的省级选区为阿讷西第三县。

## 人口
菲利耶尔于2022年1月1日时的人口数量为9812人。